# 贝蒂尔·努尔贝里
贝蒂尔·努尔贝里（瑞典語：Bertil Norberg，1910年7月14日—1995年3月24日），瑞典男子冰球运动员，场上位置是前锋。他曾代表瑞典国家队参加1936年冬季奥林匹克运动会冰球比赛，获得第5名。